# Кисса (присілок)
Кисса (рос. Кысса) — присілок в Лешуконському районі Архангельської області Російської Федерації.
Населення становить 43 особи. Входить до складу муніципального утворення Койнаське муніципальне утворення.

## Історія
Від 1937 року належить до Архангельської області.
Від 2004 року належить до муніципального утворення Койнаське муніципальне утворення.

## Населення
| 2002 | 2010 | 2012 |
| ---- | ---- | ---- |
| 81   | ↘47  | ↘43  |